# Tòa nhà Flatiron
Tòa nhà Flatiron (tiếng Anh: Flatiron Building), có tên ban đầu Tòa nhà Fuller (Fuller Building), là một tòa nhà chọc trời nằm ở 175 Fifth Avenue thuộc khu Manhattan, Thành phố New York. Được hoàn thành năm 1902, đây được coi là một trong những tòa nhà chọc trời đầu tiên ở New York. Hình dáng đặc biệt dạng tam giác của tòa nhà khiến nó trở thành công trình đáng chú ý hàng đầu của thành phố New York.

## Lịch sử
Tòa nhà Flatiron được thiết kế bởi kiến trúc sư người Chicago Daniel Burnham theo kiến trúc Beaux-Arts. Tòa nhà có hình dáng đặc biệt với mặt cắt hình tam giác với phần đầu nhọn có chiều rộng chỉ 2 m và góc mở chừng 25 độ. Ban đầu tòa nhà được đặt tên chính thức là Tòa nhà Fuller (Fuller Building), lấy theo tên của George A. Fuller, người sáng lập công ty chủ thầu dự án. Sau đó tòa nhà được gọi tên theo hình dáng đặc biệt của nó, "flat-iron" trong tiếng Anh là cái bàn là.
Hiện nay tòa nhà với hình dáng đặc biệt của nó tiếp tục được coi là một trong những biểu tượng của thành phố New York.

## Hình ảnh
|  |  |  |
|  |  |  |